# Tarcie graniczne
Tarcie graniczne - rodzaj tarcia, przy którym objętość środka smarowego jest niewystarczająca, aby całkowicie oddzielić nią powierzchnie tarcia. Obie powierzchnie tarcia są pokryte wtedy warstwami zaadsorbowanych fizycznie składników środka smarowego lub/i produktami reakcji tribochemicznych. Występuje wtedy pomiędzy nimi tarcie, którego proces przebiega (w porównaniu do tarcia płynnego) ze znacznie większym rozpraszaniem energii. Współczynnik tarcia jest większy od 0,1, znaczne może być również zużycie powierzchni tarcia.
Tarcie graniczne występuje, gdy nie są spełnione warunki dla zaistnienia warstwy hydrodynamicznej, czyli gdy lepkość środka smarowego jest zbyt mała, ruch względny zbyt wolny, występuje niekorzystna geometria styku lub zbyt duża chropowatość powierzchni.
Przy tarciu granicznym na powierzchni tarcia występują liczne zjawiska fizykochemiczne i zachodzą reakcje chemiczne składników środka smarowego.
Warstwą graniczną nazywa się przypowierzchniową, uporządkowaną, jedno- do kilkudziesięciocząsteczkową warstwę cieczy lub/i stałych produktów reakcji tribochemicznych znajdującą się w zasięgu pola oddziaływań sił powierzchni ciała stałego. Ich oddziaływanie powoduje orientację cząsteczek w warstwie granicznej, co zwiększa ich przestrzenne uporządkowanie i upakowanie w jej objętości. To z kolei zwiększa lepkość i gęstość cieczy w strefie przypowierzchniowej. Wysoki stopień uporządkowania, zwiększany dodatkowo wysokimi ciśnieniami występującymi w styku tarciowym, powoduje również zwiększenie oddziaływań międzycząsteczkowych; powstaje warstwa ciała kwazikrystalicznego. Oddalając się od powierzchni warstwy wierzchniej w głąb środka smarowego, oddziaływania powierzchni słabną, struktura warstwy granicznej staje się coraz mniej uporządkowana, a jej cząsteczki są coraz bardziej ruchliwe. Trwałość adsorpcyjnej warstwy zależy od siły jej wiązania z powierzchnią tarcia mierzonej ciepłem adsorpcji, ilością, stopniem upakowania i uporządkowania adsorbatu. Tworzenie cienkiej powierzchniowej warstwy granicznej zachodzi w wyniku adsorpcji fizycznej i chemisorpcji oraz reakcji chemicznych składników środka smarowego z powierzchnią tarcia. Utworzone warstwy zapobiegają występowaniu bezpośredniego styku ciało stałe – ciało stałe pary trącej, i w wyniku tego powstawaniu sczepień adhezyjnych; tym samym zmniejszają opory tarcia i zużycie, przeciwdziałają również zacieraniu.